# マニャーノ・イン・リヴィエーラ
マニャーノ・イン・リヴィエーラ（伊: Magnano in Riviera）は、イタリア共和国フリウリ＝ヴェネツィア・ジュリア州ウーディネ県にある、人口約2,300人の基礎自治体（コムーネ）。

## 地理

### 位置・広がり

#### 隣接コムーネ
隣接するコムーネは以下の通り。
- アルテーニャ
- カッサッコ
- モンテナルス
- タルチェント
- トレッポ・グランデ

### 気候分類・地震分類
マニャーノ・イン・リヴィエーラにおけるイタリアの気候分類 (it) および度日は、zona E, 2359 GGである。
また、イタリアの地震リスク階級 (it) では、zona 1 (sismicità alta) に分類される。